# Sydney Harbour Bridge
Sydney Harbour Bridge er en af Sydneys mest kendte turistattraktioner. Gennem broen forbindes shoppingkvarteret det i centrale Sydney med erhvervs- og boligområdet North Shore ved Sydney Harbour. Sammen med Sydney Opera House mod sydøst er broen en af Australiens mest kendte bygningsværker. Lokalt kaldes den for "bøjlen" på grund af broens bueform. Broen var byens højeste bygningsværk frem til 1967.